# Dalmiro Finol
Dalmiro Finol (Barrancas, 21 de agosto de 1919 - Maracaibo, 16 de mayo de 1994) fue un beisbolista profesional venezolano. Finol era diestro para batear y lanzar.
Finol fue un utility que podía jugar todas las posiciones excepto las de lanzador y cácher. Principalmente jugó como jardinero derecho y primera base.
Inició su carrera en la LVBP con Cervecería Caracas en 1946. Posteriormente pasó a los Gavilanes (1953-1954), y Magallanes (1954-1956).